# NDUFS2
NDUFS2 (англ. NADH:ubiquinone oxidoreductase core subunit S2) – білок, який кодується однойменним геном, розташованим у людей на короткому плечі 1-ї хромосоми.  Довжина поліпептидного ланцюга білка становить 463 амінокислот, а молекулярна маса — 52 546.
| 10         |  | 20         |  | 30         |  | 40         |  | 50         |
| ---------- |  | ---------- |  | ---------- |  | ---------- |  | ---------- |
| MAALRALCGF |  | RGVAAQVLRP |  | GAGVRLPIQP |  | SRGVRQWQPD |  | VEWAQQFGGA |
| VMYPSKETAH |  | WKPPPWNDVD |  | PPKDTIVKNI |  | TLNFGPQHPA |  | AHGVLRLVME |
| LSGEMVRKCD |  | PHIGLLHRGT |  | EKLIEYKTYL |  | QALPYFDRLD |  | YVSMMCNEQA |
| YSLAVEKLLN |  | IRPPPRAQWI |  | RVLFGEITRL |  | LNHIMAVTTH |  | ALDLGAMTPF |
| FWLFEEREKM |  | FEFYERVSGA |  | RMHAAYIRPG |  | GVHQDLPLGL |  | MDDIYQFSKN |
| FSLRLDELEE |  | LLTNNRIWRN |  | RTIDIGVVTA |  | EEALNYGFSG |  | VMLRGSGIQW |
| DLRKTQPYDV |  | YDQVEFDVPV |  | GSRGDCYDRY |  | LCRVEEMRQS |  | LRIIAQCLNK |
| MPPGEIKVDD |  | AKVSPPKRAE |  | MKTSMESLIH |  | HFKLYTEGYQ |  | VPPGATYTAI |
| EAPKGEFGVY |  | LVSDGSSRPY |  | RCKIKAPGFA |  | HLAGLDKMSK |  | GHMLADVVAI |
| IGTQDIVFGE |  | VDR        |  |            |  |            |  |            |

A: Аланін

C: Цистеїн

D: Аспарагінова кислота

E: Глутамінова кислота

F: Фенілаланін

G: Гліцин

H: Гістидин

I: Ізолейцин

K: Лізин

L: Лейцин

M: Метіонін

N: Аспарагін

P: Пролін

Q: Глутамін

R: Аргінін

S: Серин

T: Треонін

V: Валін

W: Триптофан

Кодований геном білок за функцією належить до оксидоредуктаз. 
Задіяний у таких біологічних процесах як транспорт, транспорт електронів, дихальний ланцюг, поліморфізм, ацетиляція. 
Білок має сайт для зв'язування з НАД, іонами металів, іоном заліза, групою 4fe-4s, залізо-сірчаною групою, убіхіноном. 
Локалізований у мембрані, мітохондрії, внутрішній мембрані мітохондрії.